# Гуйлинь
Гуйли́нь (кит. упр. 桂林, пиньинь Guìlín; чжуанск. Gveilinz) — городской округ в Гуанси-Чжуанском автономном районе КНР, на берегу реки Лицзян (северный приток реки Гуйцзян).

## География
Гуйлинь относится к юго-западной части горной системы Наньлин, средняя высота над уровнем моря — 150 метров. Характерны карстовые пейзажи, которые являются главными туристическими достопримечательностями. 

### Климат
Климат тропический, муссонный. Относительно короткая зима. Времена года выражены, однако все отличаются большим количеством осадков. Среднегодовая температура — 18,9℃. Наиболее жарким является август — средняя температура — 23℃. Наиболее холодный — январь, 15,6℃. Без заморозков — 309 дней в году. Ежегодное количество осадков — 1949,5 мм, из них испаряется 1490—1905 мм. При этом влажность относительно постоянная, на уровне 73—79 %. Преобладает северный ветер, в среднем 2,2—2,7 м/с. Ежегодно солнечные дни составляют 1670 часов. Среднее атмосферное давление — 994,9 ГПа.

## История
Несмотря на то, что административная единица под названием «Гуйлиньский округ» (桂林郡) была создана ещё во времена империи Цинь, она находилась совсем в другом месте. Эти же места во времена империи Хань входили в состав созданного в 205 году до н. э. Гуйянского округа (桂阳郡). В 111 году до н. э. из него был выделен Линлинский округ (零陵郡), при этом на месте современного Гуйлиня был создан уезд Шиань (始安县). В эпоху Восточной Хань уезд был преобразован в Шианьский удел (始安侯国).
В эпоху Троецарствия, когда эти земли были отвоёваны царством У у царства Шу, в 265 году был создан Шианьский округ (始安郡), который просуществовал вплоть до середины первого тысячелетия.
В эпоху Южных и Северных династий Шианьский округ был в VI веке расформирован, а для администрирования районов, лежащих к югу от Наньлинских гор, была создана Гуйчжоуская область (桂州), и после объединения китайских земель в империю Суй здесь в 590 году разместилась ставка Гуйчжоуского командующего.
После смены империи Суй на империю Тан уезд Шиань был в 634 году переименован в Линьгуй (临桂县). В конце VII века началось строительство канала Линцюй, соединившего верховья Лицзян (бассейн Жемчужной реки) с верховьями Сянцзян (бассейн Янцзы). В конце IX века Гуйчжоуская область была опустошена во время восстания под руководством Хуан Чао.
Во времена империи Сун в 997 году был создан Гуаннаньсиский регион (静江路), власти которого разместились там же, где и власти Гуйчжоуской области. В 1133 году Гуйчжоуская область была поднята в статусе и стала Цзинцзянской управой (静江府).
После монгольского завоевания и создания империи Юань эти места стали Цзинцзянским регионом (静江路). Когда Чжу Юаньчжан сверг правление монголов и основал империю Мин, то «регионы» были переименованы в «управы», и в 1367 году Цзинцзянский регион был переименован в Цзинцзянскую управу (静江府). В 1370 году Чжу Юаньчжан дал своему внучатому племяннику Чжу Шоуцюаню титул «Цзинцзянского князя», и тот разместил свою резиденцию в этих местах. В 1372 году Цзинцзянская управа была переименована в Гуйлиньскую управу (桂林府). Гуйлиньская управа стала местом размещения властей провинции Гуанси.
В конце 1911 года в Китае произошла Синьхайская революция, и в месте размещения властей Гуйлиньской управы было создано военное правительство провинции Гуанси, которое в октябре 1912 года переехало в Наньнин. В 1912 году был расформирован уезд Линьгуй, а его земли перешли под непосредственное управление властей Гуйлиньской управы. В 1913 году в Китае была проведена реформа структуры административного деления, в ходе которой управы были упразднены, и поэтому Гуйлиньская управа была расформирована, а территория, находившаяся под прямым управлением её властей, вновь стала уездом, на этот раз получившим название Гуйлинь (桂林县).
В 1932 году власти провинции Гуанси вернулись в уезд Гуйлинь. В июне 1940 года урбанизированная часть уезда Гуйлинь с окрестностями была официально выделена в отдельный город Гуйлинь, а оставшаяся часть уезда снова получила название Линьгуй. Во время японо-китайской войны японская армия в 1944 году провела операцию «Ити-Го», в ходе которой 10 ноября 1944 года заняла Гуйлинь, остававшийся под оккупацией вплоть до конца войны.
На завершающем этапе гражданской войны гоминьдановские власти провинции Гуанси в октябре 1949 года вновь переехали из Гуйлиня в Наньнин, а 22 ноября 1949 года Гуйлинь был занят войсками НОАК.
В составе КНР был образован Специальный район Гуйлинь (桂林专区), состоящий из 11 уездов; власти специального района размещались в городе Гуйлинь, но сам город в состав специального района не входил, подчиняясь напрямую властям провинции Гуанси. В 1951 году уезд Луншэн (龙胜县) был преобразован в Луншэнский многонациональный автономный район (龙胜各族自治区) уездного уровня. В 1952 году был расформирован уезд Инин (义宁县); его земли были разделены между уездом Линчуань и Луншэнским многонациональным автономным районом. В 1953 году из состава Специального района Лючжоу в состав Специального района Гуйлинь перешёл уезд Лучжай, земли уезда Цзыюань были разделены между уездами Синъань и Цюаньсянь (全县), уезд Байшоу (百寿县) был присоединён к уезду Юнфу. В 1954 году был воссоздан уезд Цзыюань, а уезд Линчуань был присоединён к уезду Гуйлинь. В 1955 году Луншэнский многонациональный автономный район был преобразован в Луншэнский многонациональный автономный уезд.
В 1958 году провинция Гуанси была преобразована в Гуанси-Чжуанский автономный район, а город Гуйлинь был понижен в статусе и стал подчиняться властям Специального района Гуйлинь, будучи при этом разделён на Городской и Пригородный районы; уезд Лучжай вернулся в состав Специального района Лючжоу, а в состав Специального района Гуйлинь перешли уезды Пинлэ, Гунчэн и Липу (荔浦县) из расформированного Специального района Пинлэ (平乐专区). В 1959 году уезд Цюаньсянь был переименован в Цюаньчжоу. В 1961 году город Гуйлинь был выведен из состава Специального района Гуйлинь и вновь стал подчиняться напрямую властям Гуанси-Чжуанского автономного района. В 1962 году был воссоздан уезд Линчуань.
В 1971 году Специальный район Гуйлинь был переименован в Округ Гуйлинь (桂林地区).
Постановлением Госсовета КНР от 1 июля 1981 года уезд Яншо был передан из состава Округа Гуйлинь под юрисдикцию властей города Гуйлинь.
Постановлением Госсовета КНР от 8 октября 1983 года уезд Линьгуй был передан из состава Округа Гуйлинь под юрисдикцию властей города Гуйлинь.
Постановлением Госсовета КНР от 3 февраля 1990 года уезд Гунчэн был преобразован в Гунчэн-Яоский автономный уезд.
Постановлением Госсовета КНР от 2 декабря 1996 года Пригородный район Гуйлиня (桂林市郊区) был переименован в район Яньшань.
Постановлением Госсовета КНР от 27 августа 1998 года город Гуйлинь и Округ Гуйлинь были объединены в Городской округ Гуйлинь.
Постановлением Госсовета КНР от 18 января 2013 года уезд Линьгуй был преобразован в район городского подчинения.
17 августа 2018 года уезд Липу был преобразован в городской уезд.

## Административно-территориальное деление
Городской округ Гуйлинь делится на 6 районов, 1 городской уезд, 8 уездов и 2 автономных уезда:
| Карта | Статус                                       | Название        | Иероглифы                 | Пиньинь | Население (2010) | Площадь (км²) |
| --- | -------------------------------------------- | --------------- | ------------------------- | ------- | ---------------- | ------------- |
| ① ② ③ ④ Яньшань Линьгуй Яншо Линчуань Цюаньчжоу Синъань Юнфу Гуаньян Луншэнский · многонациональный · автономный уезд Цзыюань Пинлэ Гунчэн-Яоский · автономный уезд Липу ① Сюфэн ② Децай ③ Сяншань ④ Цисин |                                              |                 |                           |         |                  |               |
| Район | Сюфэн                                        | 秀峰区          | Xiùfēng qū                |         |                  |               |
| Район | Децай                                        | 叠彩区          | Diécǎi qū                 |         |                  |               |
| Район | Сяншань                                      | 象山区          | Xiàngshān qū              |         |                  |               |
| Район | Цисин                                        | 七星区          | Qīxīng qū                 |         |                  |               |
| Район | Яньшань                                      | 雁山区          | Yànshān qū                |         |                  |               |
| Район | Линьгуй                                      | 临桂区          | Línguì qū                 |         |                  |               |
| Городской уезд | Липу                                         | 荔浦市          | Lìpǔ shì                  |         |                  |               |
| Уезд | Яншо                                         | 阳朔县          | Yángshuò xiàn             |         |                  |               |
| Уезд | Линчуань                                     | 灵川县          | Língchuān xiàn            |         |                  |               |
| Уезд | Цюаньчжоу                                    | 全州县          | Quánzhōu xiàn             |         |                  |               |
| Уезд | Синъань                                      | 兴安县          | Xīng'ān xiàn              |         |                  |               |
| Уезд | Юнфу                                         | 永福县          | Yǒngfú xiàn               |         |                  |               |
| Уезд | Гуаньян                                      | 灌阳县          | Guànyáng xiàn             |         |                  |               |
| Уезд | Цзыюань                                      | 资源县          | Zīyuán xiàn               |         |                  |               |
| Уезд | Пинлэ                                        | 平乐县          | Pínglè xiàn               |         |                  |               |
| Гунчэн-Яоский автономный уезд | Гунчэн-Яоский автономный уезд                | 恭城瑶族 自治县 | Gōngchéng Yáozú zìzhìxiàn |         |                  |               |
| Луншэнский многонациональный автономный уезд | Луншэнский многонациональный автономный уезд | 龙胜各族 自治县 | Lóngshèng gèzú zìzhìxiàn  |         |                  |               |

## Население

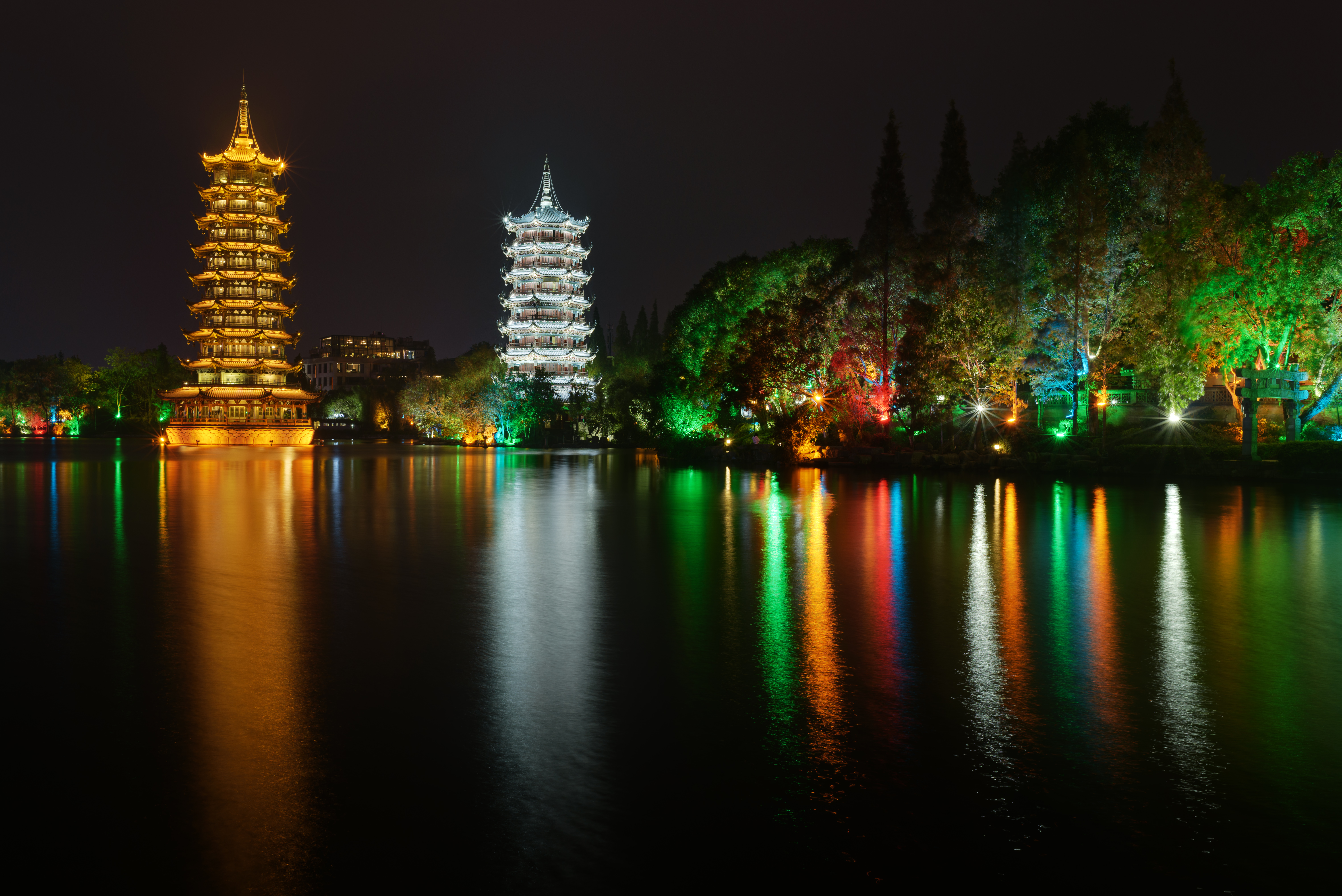
Пагоды на озере в Гуйлине

Население округа составляет около 5 млн человек. Основные этнические группы (кроме ханьцев): чжуаны, яо, хуэй, мяо и дун.
Население города — около 1,34 млн человек.

## Экономика
В округе расположены завод электроники 9-го НПО компании China Aerospace Science and Technology Corporation, швейная фабрика Esquel Group, завод авиационных шин Lanyu Aircraft Tire.

### Туризм
Гуйлинь — крупный центр экскурсионного и экстремального горного туризма.

## Образование
Основные высшие учебные заведения:
- Гуйлиньский политехнический университет (桂林理工大学);
- Гуйлиньский медицинский университет (桂林医学院);
- Гуйлиньский университет электротехники (桂林电子科技大学);
- Гуансийский педагогический университет (广西师范大学).

## Достопримечательности
Городской округ расположен в местности с карстовыми образованиями (под охраной как национальный парк). Такие достопримечательности, как Холм слоновьего хобота, крупнейшая в стране Пещера тростниковой флейты и Пещера семи звёзд, привлекают в Гуйлинь туристов со всего Китая. На территории городского округа снимались фильмы «Звёздные войны. Эпизод III. Месть ситхов» и «Разрисованная вуаль».

## Города-побратимы
- Нисикацура
- Хейстингс
- Орландо